# 毕朔望
毕朔望（1918年3月17日—1999年），原名庆杭，男，江苏仪征人，中国作家、翻译家，曾任中华诗词学会副会长。

## 家庭
祖父毕畏三，父亲毕倚虹。外祖父杨圻，外祖母李国香（李鸿章外孙、李经方之女），母亲杨全荫（字芬若）。有同母兄弟姐妹六人，异母妹一人。三哥毕季龙。父亲逝世后，父亲的友人包天笑曾教养过他:17。